# Cassipourea fanshawei
Cassipourea fanshawei – gatunek rośliny drzewiastej z rodziny korzeniarowatych. Jest zambijskim endemitem.

## Zasięg geograficzny
Gatunek został opisany na podstawie pojedynczego znaleziska dokonanego w 1958 roku w Musondwa w Zambii. Jest to jedyne znane miejsce jego występowania.

## Morfologia
Roślina drzewiasta o wysokości 4–5 m. Gałęzie cylindryczne, gładkie, młodsze omszone, później gładkie. Kora ciemnoszara.
Liście eliptyczne do prawie odwrotnie jajowatych, skórzaste o wierzchołku tępym do lekko spiczastego. Brzegi o skąpym, słabo widocznym piłkowaniu. Powierzchnia górna zielona, błyszcząca, z wyjątkiem słabo omszonej żyłki głównej i brzegów gładka. Użyłkowanie gęste, miej lub bardziej widoczne. Spodnia powierzchnia zielono-żółtawa, matowa, skąpo owłosiona o widocznym użyłkowaniu. Ogonki liściowe długości 3-5 mm, owłosione. Przylistki długości do 4 mm, jajowate, tępe lub zaokrąglone na wierzchołku i ścięte u podstawy.
Kwiatostany najczęściej dwukwiatowe. Kwiaty czterokrotne. Szypułki 2 mm długości, gęsto owłosione, wyraźniej bliżej wierzchołka. Podsadki długości 1 mm, muszlowate, zaokrąglone i gładkie u wierzchołka, a ścięte i owłosione u podstawy. Kielich z zewnątrz delikatnie owłosiony, wewnątrz zaś gładki, długości 1,5 mm. Działki kielicha mniej lub bardziej jajowate, zaostrzone na wierzchołku, długości 3 mm. Płatki 8 mm długie, szpatułkowate, gładkie. Pręciki w liczbie 16–18 o nitkach długości 3 mm i pylnikach długości 1 mm. Zalążnia 1–1,5 mm długa, prawie owalna, gęsto owłosiona. Słupek długości do 1,5 mm, gruby, biały, gładki, o trzech znamionach.